# Kath Gordon
Pour les articles homonymes, voir Gordon.
 (février 2025).
Kath Gordon est une actrice australienne.

## Filmographie
- 1983 : A Slice of Life : Giggling Girl
- 1983-1984 : Prisoner: Cell Block H (en) (série télévisée) : officier Riley
- 1986 : Death of a Soldier : Girl kissing GI in doorway
- 1986-1990 : Neighbours (série télévisée) : Miss Duncan / Lee Adams
- 1990 : The Lancaster Miller Affair (mini-série) : Amelia Earhart
- 1992 : Phoenix (série télévisée) : la reportère
- 1998 : Water Rats (série télévisée) : Brenda
- 2001 : Blue Heelers (série télévisée) : Lorraine Bradford
- 2000-2001 : Pizza (série télévisée) : l'infirmière
- 2002 : Contact (court métrage) : Miriam
- 1999-2005 : All Saints (en) (série télévisée) : Fonella Wicks / Astrid Langley
- 2007 : City Homicide (série télévisée) : Gillian Statesman
- 2007 : Beautiful : Jan
- 2010 : Satisfaction (série télévisée) : Susie
- 2010 : Getting Even (court métrage) : Mum
- 2011 : Life Through a Lens (court métrage) : Rose
- 2012 : It's Not You. It's Bree. (série télévisée) : Bree Browning
- 2013 : Leongatha: The Movie! : Joan Browning
- 2013 : Leongatha (série télévisée) : Joan Browning
- 2013 : Submerge : Elizabeth
- 2013 : The Playbook : Bonnie Thomas
- 2014 : Knock 'Em Dead (court métrage) : Phone mum
- 2016 : Spirit of the Game : 5 Minute woman